# Représentations diplomatiques au Costa Rica

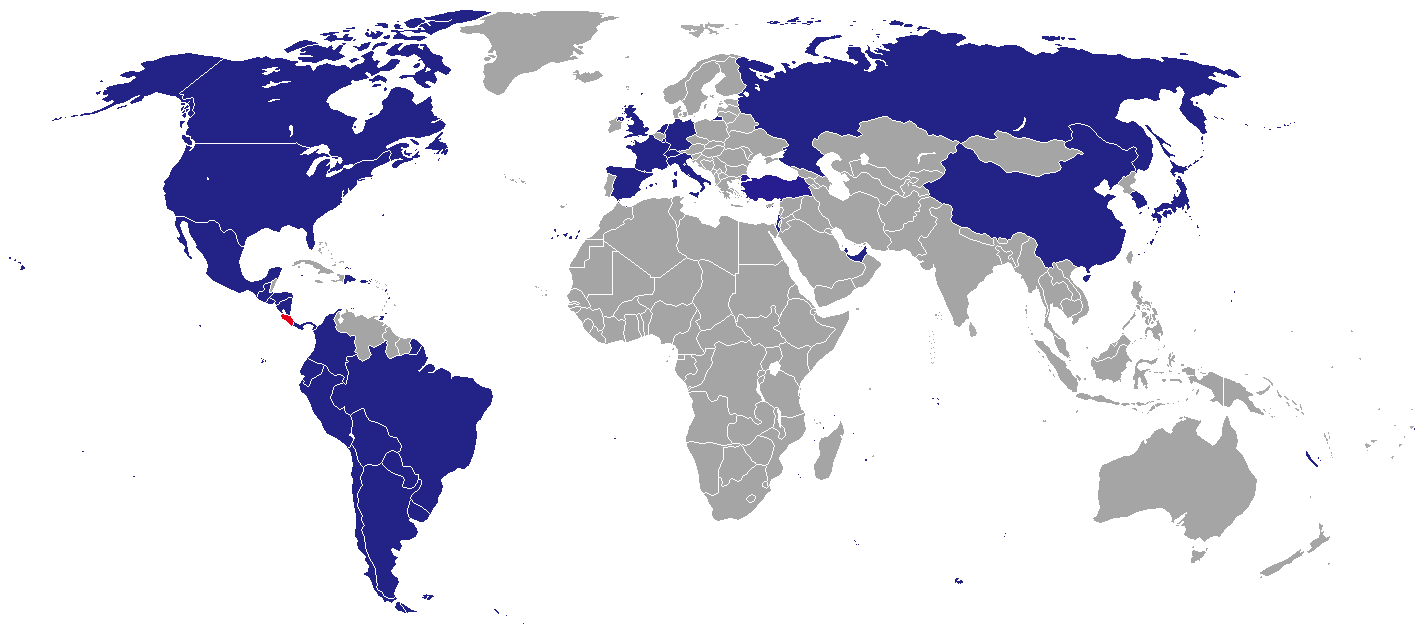
Carte des représentations diplomatiques au Costa Rica

Voici une liste des représentations diplomatiques au Costa Rica. Il y a actuellement 38 ambassades à San José.

## Ambassades

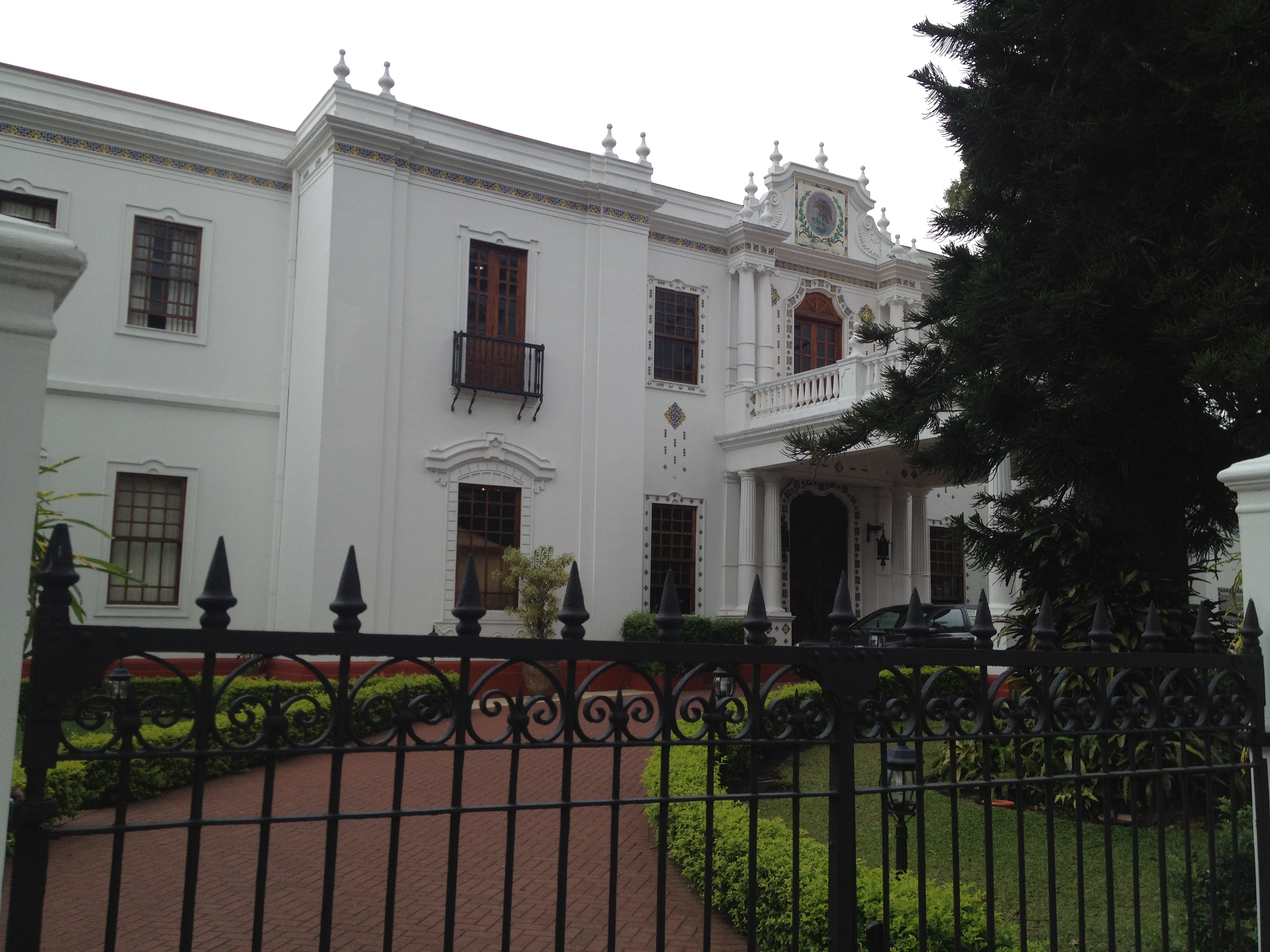
Ambassade du Mexique à San José

| - Allemagne - Argentine - Bolivie - Brésil - Canada - Chili - Chine - Colombie - Corée du Sud - Cuba - Émirats arabes unis - Équateur - Espagne - États-Unis | - France - Guatemala - Honduras - Israël - Italie - Japon - Mexique - Nicaragua Ordre souverain de Malte - Panama - Paraguay - Pays-Bas - Pérou - Qatar | - République dominicaine - Royaume-Uni - Russie - Salvador - Suisse - Trinité-et-Tobago - Turquie - Uruguay - Vatican - Venezuela |

## Consulats

### Missions et Consulats généraux à San José
- Porto Rico (Agence commercial)
- Union européenne

### Consulat général àCiudad Quesada
- Nicaragua

### Consulat général à El Limón
- Nicaragua

### Consulat général à Sarapiquí
- Nicaragua

## Ambassades non résidentes

### Bogota
- Algérie
- Danemark[1]
- Liban
- Norvège
- République tchèque[2]

### Caracas
- Syrie

### Guatemala
- Maroc
- Suède

### La Havane
- Djibouti
- Éthiopie
- Guinée
- Kenya
- Laos
- Mali
- République du Congo
- République démocratique du Congo
- Yémen
- Zimbabwe

### Lima
- Arabie saoudite

### Managua
- Iran
- Libye
- Palestine

### Mexico
- Afrique du Sud[3]
- Australie[4]
- Autriche
- Azerbaïdjan
- Bangladesh
- Bulgarie
- Chypre
- Côte d'Ivoire
- Finlande
- Grèce
- Hongrie
- Irak
- Irlande
- Jordanie
- Koweït
- Malaisie
- Ouzbékistan
- Pakistan
- Philippines
- Pologne
- Roumanie[5]
- Serbie
- Slovaquie
- Taïwan
- Ukraine[6]
- Viêt Nam

### New York
- Bosnie-Herzégovine
- Burundi
- Comores
- Croatie[7]
- Érythrée
- Fidji
- Gambie
- Guinée-Bissau
- Hong Kong
- Îles Marshall
- Islande
- Jamaïque
- Maldives
- Monténégro
- Nauru
- République centrafricaine
- Sao Tomé-et-Principe
- Sierra Leone
- Turkménistan

### Panama
- Belgique
- Égypte
- Haïti
- Inde
- Indonésie
- Kosovo[8]
- Portugal
- République arabe sahraouie démocratique

### Santiago
- Thaïlande

### Singapour
- Singapour

### Washington
- Bahreïn
- Cap-Vert
- Dominique
- Estonie
- États fédérés de Micronésie
- Ghana
- Kirghizistan
- Maurice
- Mauritanie
- Oman
- Ouganda
- Papouasie-Nouvelle-Guinée
- Rwanda
- Seychelles
- Somalie
- Soudan
- Soudan du Sud
- Tadjikistan
- Tanzanie
- Togo
- Tunisie
- Vanuatu
- Zambie

## Anciennes ambassades
- Belgique
- Pologne
- République tchèque